# Tórtola de Henares
Tórtola de Henares és un municipi d'Espanya pertanyent a la província de Guadalajara, a la comunitat autònoma de Castella-la Manxa.

## Demografia
| 1991 | 1996 | 2001 | 2004 |
| ---- | ---- | ---- | ---- |
| 401  | 399  | 451  | 475  |